# 6356 Tairov
6356 Tairov è un asteroide della fascia principale. Scoperto nel 1976, presenta un'orbita caratterizzata da un semiasse maggiore pari a 2,6183837 UA e da un'eccentricità di 0,1806881, inclinata di 14,39632° rispetto all'eclittica.